# Juliet Art Magazine
Juliet Art Magazine è una rivista bimestrale italiana di arte contemporanea diretta da Roberto Vidali. La rivista, il cui primo numero è del dicembre 1980, è dedicata alle diverse espressioni delle arti contemporanee come arte, architettura, design, fotografia, fumetto, moda.
Annualmente vengono pubblicati 5 fascicoli, con uscita nei mesi di febbraio, aprile, giugno, ottobre, dicembre.
Dal 2013, un magazine online affianca la rivista cartacea.  